# Mangé pou le cœur
Mangé pou le cœur est un album d'Alain Peters sorti le 20 décembre 1984 à La Réunion. Il est sorti en même temps qu'un 45 tours sur lequel figurent Panier su la tete ni chante et Romance pou un zézère, ainsi que le livre Mangé pou le cœur – Poèmes et chansons créoles à l'occasion de la fête du 20 décembre et du premier anniversaire de l'association Village Titan qui a produit et édité la cassette et le disque. Le livre a été préfacé par Alain Peters et réalisé par Alain Gili.
Alain Séraphine, le président de l'association dira : « Peters, un poète qui fait passer la poésie n'importe où, dans n'importe quel milieu. Ici par ce livre et ce qui l'accompagne (poster, disque, cassette) nous "sauvons" les œuvres d'un artiste qui se « ronge », mais a pourtant beaucoup à faire pour son pays. Il nous reste à sauver l'homme. »
La plupart des chansons de l'album ont été rééditées (avec des variations d'arrangements et de pistes instrumentales par rapport à la cassette originale, que l'on doit à Loy Ehrlich) en CD sur l'album Parabolèr publié en 1998 par le label Takamba et réédité dans une version remasterisée en 2008 avec deux titres bonus (Romance pou in zézère et La Rosée sur feuille songe) plus un DVD de 90 minutes comprenant des extraits de concerts, un documentaire et une interview.

## Liste des morceaux
1. Romance pou un zézère
2. Panier su la tete ni chante
3. La complainte de satan
4. Mon pois lé au feu
5. La complainte de satan deuxième figure
6. Mangé pou le cœur
7. Ti pas, ti pas, n'a' rriver
8. Merci bon dieu

## Liste des poèmes
Mangé pou le cœur, Poèmes et chansons créoles  – édition Village Titan 84
1. Merci bon dieu
2. Tangage
3. Malgré
4. Coco fêlé
5. Cador
6. L' gout l'est amer
7. Fièriment votre
8. Tramaille l'amour
9. Le gout lé acre, diabolo
10. Dan' vavangues?
11. Sans-toi
12. Ti fleur profanée

## La misère en poundiaque
(Réédition du texte paru dans le service culturel no 2 revue de l'ADER 1981)
1. Espoir
2. Tramaille l'amour
3. Tout qualite misere
4. Tisons dan' cœur
5. Rhuméo et Julien (De soi à soi-même) Signé Alain à Patricia

## À propos
- Alain Peters, À la recherche de l'africanité, un entretien avec José Macarty de Témoignage chrétien de la Réunion numéro 260 1979
- Alain Peters, Le peuple exploité fera bientôt entendre sa voix authentique, un entretien avec José Macarty de Témoignage chrétien de la Réunion numéro 261 1979
- Alain Peters, Village Titan et nous texte signé Alain Gili
- Mot d'Alain Séraphine

## Autres interprétations
Piers Faccini a repris le titre Mangé pou le cœur en concert d'abord, puis sur l'album Songs of Time Lost qu'il a sorti avec Vincent Ségal en 2014.